# 6-й драгунський полк (Австро-Угорщина)
6-й драгунський полк — полк цісарсько-королівської кавалерії Австро-Угорщини.
Повна назва: K.u.k. Mährisches Dragoner-Regiment «Friedrich Franz IV. Großherzog von Mecklenburg-Schwerin» Nr. 6
Дата утворення — 1701 рік. Заснований на основі підрозділів кірасирів Пікколоміні (італійської дворянської сім'ї), утворених ще 1629 року.
Почесний шеф — Фрідріх Франц IV (великий герцог Мекленбург-Шверіна).

## Історія перейменувань полку
- 1769 року відомий як 20-й кавалерійський полк (нова рангова система).
- 1798 — полк став 10-м кірасирським.
- з 1869 до 1889 — 6-й полк кірасирів (згодом драгунів) Алексадра принца Гесенна і на Рейні
- з 1889 до 1906 — 6-й полк драгунів Альбрехта принца Пруссії.

## Інші підрозділи з назвою «6-й полк драгунів»
- З 1798 до 1801 під такою назвою діяв Полк драгунів Кобурґ.
- З 1802 до 1860 — полк, який згодом отримав назву 12-й полк драгунів.

## Склад полку
Штаб
Допоміжні служби:
- взвод розвідників (піонерів)
- телеграфна служба
- допоміжна служба

2 дивізіони, в кожному з яких:
- 3 ескадрони по 177 драгунів

Повний склад полку — 37 офіцерів і 874 драгуни.
Набір рекрутів до полку — Відень.
Національний склад полку (1914 р.) — 61% чехів, 38% німців 1% інших.
Мова полку (1914) — чеська і німецька.

## Інформація про дислокацію
| I. | II. | III. |
| --- | --- | --- |
| - 1711–1716 Прессбург - 1718 розподілений по Семиграддю - 1731–1733 Рааб, Візельбурґ, Ґран - 1735–1742 розподілений по Ломбардії - 1748 Оденбурґ - 1750 Комітат Хонт - 1752 Ціпс (Zips) - 1754–1756 Комітат Хонт - 1763 Кьорменд - 1769 Сен-Ґотард - 1773 Ґросс-Каніжа - 1775 Відень - 1776–1779 Печварад - 1780–1788 Ґросс-Каніжа - 1789 Фюнфкірхен - 1790 Ґросс-Каніжа - 1792–1793 Віжень - 1797 Заац - 1798–1799 Пльзень - 1801 Відень | - 1802 Ґросс-Каніжа - 1803 Кестхей - 1805 Моор - 1806 Ґроссвардайн, Моор - 1807–1809 Дьєндьєш - 1810 Санкт-Ґеорґен(Братислава) - 1812–1813 Відень - 1814–1815 Ґая - 1815 Печварад - 1820 Арад - 1825 Дебрецен - 1829 Сабінов - 1831 Ґросс-Тапольчан - 1840 Шарошпатак - 1842 Дьєндьєш - 1844 Ґросс-Тапольчан - 1847 Санкт-Ґеорґен - 1848 Простейов - 1849 Кечкемет | - 1850 Подібрад - 1851 Відень - 1852 Ґроссвардайн - 1854 Галичина, потім Депрецен - 1855 Пешт - 1856–1859 Штюльвайсенбурґ - 1859 Оденбург - 1861–1866 Рааб - 1866 Ґроссвардайн - 1871 Весели - 1875 Відень - 1876 Брюнн - 1879 Клатови - 1880 Санкт-Ґеорґен - 1881 Перемишль - 1886 Брюнн - 1897 Енс - 1908–1912 Брюнн |

- 1914 рік — штаб полку і 4-й ескадрон — Перемишль, І дивізіон (1-й і 3-й ескадрони) — Грушів (тепер у Люблінському воєводстві Польщі) , 2-й ескадрон — Яворів, ІІ дивізіон (5-й і 6-й ескадрони) — Городок (тепер Львівська область)[4] .

- 1914 — входить до складу Х корпусу, 6 кавалерійська дивізія, 5 Бригада кавалерії

## Командири полку
- 1859: Александр Папенхаймський[5]
- 1879: Георг Фріке[6]
- 1908: Вінценц фон Абелє[7]
- 1914: Альфред фон Реттіх[8]